# Diloxanide
Diloxanide là một loại thuốc được sử dụng để điều trị nhiễm trùng do amoeba. Đây là phương pháp điều trị thứ hai sau khi dùng paromomycin khi không có triệu chứng nào xảy ra ở những nơi không nhiễm trùng. Đối với những người có triệu chứng, nó được sử dụng sau khi điều trị với metronidazole hoặc tinidazole. Nó được uống bằng miệng.
Diloxanide thường có tác dụng phụ nhẹ. Các phản ứng phụ có thể bao gồm đầy hơi, nôn mửa, và ngứa. Trong thời kỳ mang thai, nên dùng thuốc sau ba tháng đầu. Nó là một chất amebicide luminal có nghĩa là nó chỉ hoạt động trên các bệnh nhiễm trùng trong ruột.
Diloxanide đã được đưa vào sử dụng y tế vào năm 1956. Nó nằm trong Danh mục Thuốc thiết yếu của Tổ chức Y tế Thế giới, loại thuốc hiệu quả nhất và an toàn nhất trong hệ thống y tế. 

## Ứng dụng y tế
Dloxanide furoat chỉ hoạt động trong đường tiêu hoá và là một chất diệt nấm trên lumen. Đối với những người có triệu chứng, nó được sử dụng sau khi điều trị với ambecides có thể xâm nhập vào mô, như metronidazole hoặc tinidazole. Diloxanide được coi là loại thứ hai, trong khi paromomycin được coi là loại đầu tiên cho việc chữa trị này.

## Tác dụng phụ
Tác dụng phụ bao gồm đầy hơi, ngứa và phát ban. Mặc dù không có nguy cơ gây tổn hại rõ ràng khi dùng trong thời kỳ mang thai, nên tránh dùng diloxanide trong 3 tháng đầu nếu có thể.
Diloxanide furoate không được khuyến cáo ở những phụ nữ đang cho con bú, và ở trẻ <2 tuổi.